# HBM-SSC
HBM-SSC（エイチビーエム・エスエスシー）とは、2010年に始まった、ソマリランドとプントランドの間に住むデュルバハンテ氏族による自称自治政府の名前。「SSC地域の救済・統一機関」（Haggaanka Badbaadinta iyo Mideynta SSC）の略称。また、この自治権獲得運動をSSC運動と呼ぶこともある。当初は国外ディアスポラなどの支援を受けてソマリア連邦の一構成国となることを目標に据えていたが、隣国のソマリランド、プントランドの両方から認められず、ソマリランドとの戦闘を通じて単なる民兵組織となってしまい、デュルバハンテ氏族からも支持を失い、HBM-SSCの大統領がソマリランド政府に加わる形で活動を終結した。活動初期を除いて事実上の民兵組織だったため、SSC民兵と呼ばれることもある。その後のデュルバハンテ氏族の自治権獲得運動は、新たに作られたチャツモ国という組織が行った。
なお、単に「SSC」とされることもあるが、SSCの略号はSSC地域の意味で使われることもあるので、ニュースなどを読む場合には注意が必要である。

## 経緯

### 背景

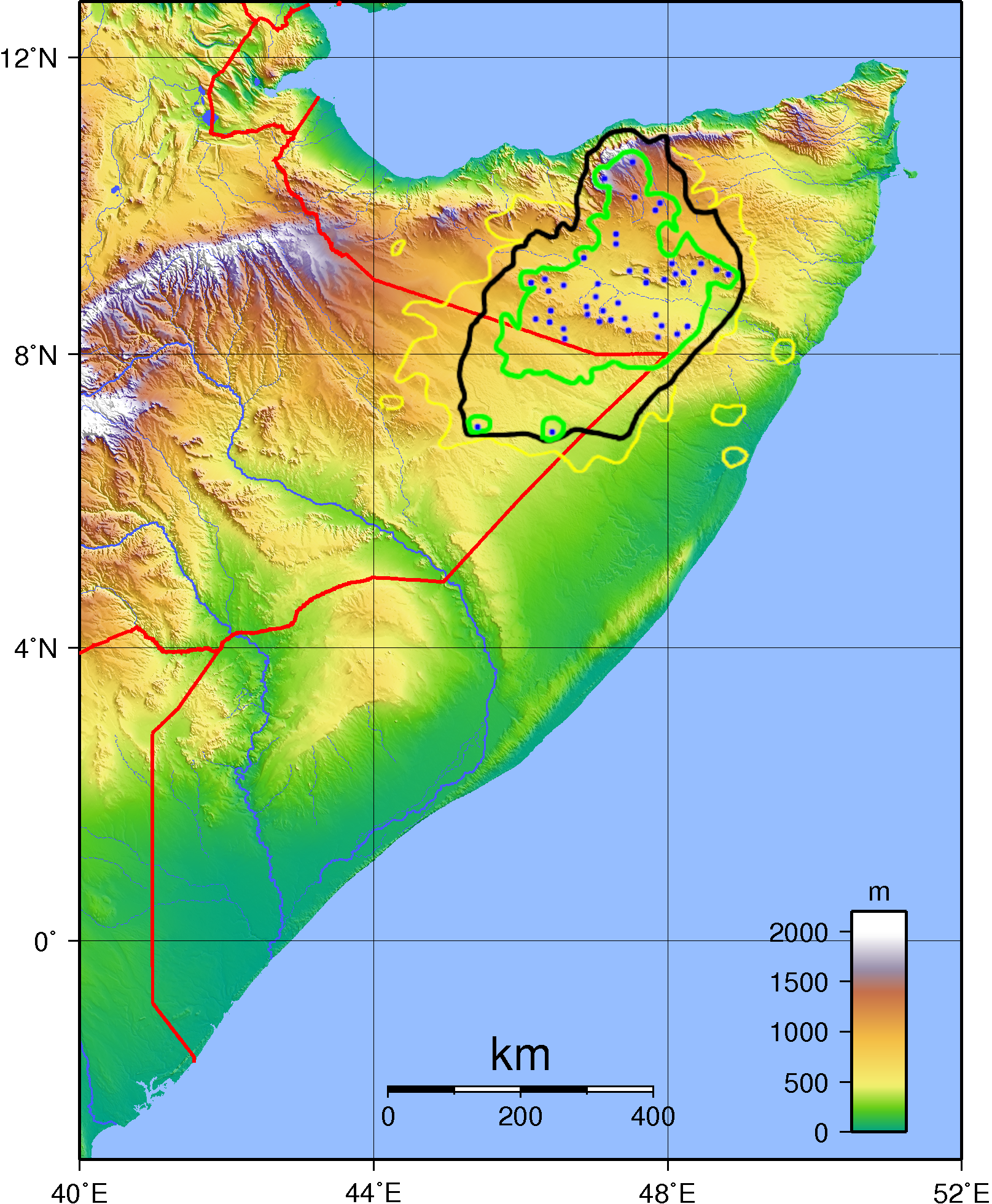
1940年代のデュルバハンテ氏族の生活範囲。黒枠が通常の活動範囲、青点と緑枠が拠点（Home well）、黄色枠が存在が確認された場所

デュルバハンテ氏族はスール (Sool)、サナーグ (Sanaag)、アイン (Cayn)など、いわゆるSSC地域に分布する。これらの地域はソマリア独立まではイギリス領ソマリランドに属しており、イギリスの保護領の位置づけだった。保護領とは、一般に宗主国（保護する側の国）が保護国から主権の一部を譲渡されて成立する。イギリス領ソマリランドはソマリア北西部の多くの族長とイギリスの間で結ばれた協定に基づいていた。しかしデュルバハンテ氏族はイギリスとのこの協定に署名しておらず、独自の自治体制を取っていた。
イギリス領ソマリランドは1960年6月26日にソマリランド国として独立し、7月1日にイタリア信託統治領ソマリアと統合してソマリア共和国となった。ソマリアは1969年にクーデターで独裁政権となり、1988年頃から内戦状態となった。
1991年にソマリランドが独立宣言して、旧イギリス領ソマリランド全域を領土と主張した。1998年にプントランドが成立を宣言して、デュルバハンテ氏族を含むソマリア北東部のダロッド氏族居住地域全域を領土と主張した。その結果、SSC地域はソマリランドとプントランドの両方が領土と主張することとなった。また、2004年にソマリア暫定連邦政府が成立してソマリアの再統一を図ったが、ソマリランド政府は参加しなかった。
一方、2009年前半まで、デュルバハンテ氏族に明確な独立の動きはなかった:79。

### 設立
2009年前半、デュルバハンテ氏族による、ソマリア連邦直下の地方政府設立を目的として、ブーホードレ、ラス・アノド、タレーなどスール地域の住民や、ケニアナイロビのディアスポラなどが会合を行った。地方政府の名前にはダラーウィーシュランドなどの案が挙がった:78。
2009年10月、ケニアのナイロビにて、ソマリア北部と国外ディアスポラのデュルバハンテ氏族が集まり、「ソマリアのSSC地域の統一・救済機関」 (Haggaanka Mideynta iyo Badbaadinta Gobolada SSC ee SoomaliaまたはHaggaanka Badbaadinta iyo Mideynta SSC、以下「HBM-SSC」) が設立された。この会議にはアリ・カリフ・ガライド、マハメド・アブディ・ハシなど、ソマリランドやプントランドの有力政治家も含まれていた。SSCは、デュルバハンテ氏族の居住地であるスール (Sool)、サナーグ (Sanaag)、アイン (Cayn)の頭文字を合わせたものである:80。
HBM-SSCの大統領には企業家のサレバン・ハグロトシエが、副大統領にはCali Xasan 'Saberi'が選ばれた。そして活動目標として、ソマリランド軍によるSSC地域の占領を終わらせること、この活動を国際的に認知させること、地元住民の利益を促進することなどが挙げられた。大統領の任期は2012年4月中旬までの2年半とされた:81。HBM-SSCには議会も設けられ、予算の承認と政府活動の検証が役割とされ、大統領を解任する権限が与えられた。議会とは別に、伝統的権力者に紛争調停の役割が与えられた:81。議会議員は伝統的指導者によってえらばれ、女性が1名含まれている必要があるとされた:82。
政府組織のメンバーは、デュルバハンテの有力氏族であるファラー・ガラド、モハムド・ガラド、ボホ・ヌガーレドに均等に割り当てられることとなった:85。。
公式な首都はラス・アノドと定められたが、ソマリランドが実効支配しているため、エチオピア国境付近にあるダルカイン・ゲーニョが暫定首都となった。ダルカイン・ゲーニョにはバハラサメ氏族（ファラー・ガラド系）、カヤード氏族（独立系）が多く住んでいた。ブーホードレが第2の首都とされた。ブーホードレにはファラー・ガラド氏族が多く住んでいた。つまり、活動範囲はファラー・ガラド氏族居住地域が中心だった:85。

### 初期の構成
- 政府[2]:82
  - 大統領 - サレバン・ハグロトシエ（英語版） (ファラー・ガラド)
  - 副大統領 - Cali Xasan 'Saberi' (Ali Hassan Ahmed "Sabarey")(モハムド・ガラド)
  - 外務長官 - Maxamuud Cali Jaamac (モハムド・ガラド)
  - 防衛長官 - Yasin ‘Tamaat’ (モハムド・ガラド)
  - 内務長官
  - 情報長官
  - 社会長官
  - 財務長官
- 議会 定員21名[2]:82 ただしソマリア国外に住む者もいる[3]。
  - ファラー・ガラド 7名
  - モハムド・ガラド 7名
  - ボホ・ヌガーレド 7名
- 伝統的指導者[2]:83
  - Garaad Jaamac Garaad Cali (ファラー・ガラド)
  - Garaad Jaamac Garaad Ismaacii (モハムド・ガラド)
  - Garaad Cali Buraale (カヤード)

なお、デュルバハンテの伝統的主導者で、SSC運動に参加しなかった者もいた:84。
- Garaad Saleebaan Garaad Maxamed (モハムド・ガラド代表)
- ガラド・アブドゥラヒ・ガラド・ソーフェ (ファラー・ガラド)

初期の実効支配地は、ラス・アノドを除く、ラス・アノドとブーホードレの間の地域だった。ただし名目上の領土は、西はブラオ東部まで、北はエリガボ北部までとされた:86。

### 周辺の動き
「HMB-SSC」の「周辺国」であるソマリランドとプントランドは共に、SSCの独立に強く反対した:86。
SSCとエチオピアの関係は不明確だが、SSC幹部とエチオピアの政府関係者、軍将校はブーホードレで頻繁に会っており、エチオピア政府がSSCを容認していたと推測される:88。
SSCはデュルバハンテ全体から支持されていると主張したが、実際にはファラー・ガラド支族が主体であり、地域的にはSSC地域の南西部が主体だった:89。また、当初のSSCには収入源が無かった。このため、地元への行政サービスも、軍事力の強化も難しかった:89。

### ソマリランドとの戦闘
2010年1月、ソマリランド軍はラス・アノドの北にあるホルホルで会合を開いていたデュルバハンテの長老12人を逮捕し、軟禁した。この会合はデュルバハンテの族長ガラド・ジャマ・ガラド・アリが主催したもので、ガラド・ジャマ・ガラド・アリは車で逃走した。容疑は、ガラド・ジャマ・ガラド・アリがソマリランド軍への攻撃の首謀者というものだった。
2010年3月、プントランドの首都ガローウェでデュルバハンテの長老達とプントランド大統領らとの会談が行われ、長老9人がSSCの領域がプントランド領であると確認する文書に署名したと報道された。この報道には「SSCの長老」と書かれているが、SSCの主要メンバーは入っていなかった。
- Garad Suleiman Mohamed
- Garad Abdulahi Sofe
- Garad Abshir Salah
- Garad Mohamud Osman Mashqare
- Garad Suleiman Burale Au-Adan
- Ugas Farah Mohamud Ali
- King Abdulahi Ahmed Ali
- Garaad Ali Burale Hasan
- Sultan Sayid Osman Ali

Garad, Ugas, King, Garaad, Sultanはいずれも支族の族長を意味する。
2010年5月、SSCの民兵とソマリランド軍の最初の戦闘がウィドウィド南部で発生した。戦闘は7月まで断続的に続き、カラバイドにも波及した:89。
2010年6月、ソマリランド外務長官はBBCのインタビューに対し、SSCのリーダーサレバン・ハグロトシエを「テロリスト」と表現し、ボーホードレとウィドウィドの暴力行為の責任があると説明した。
2010年9月になると、状況が落ち着いて、ウィドウィドから避難していた数百世帯の住民の9割以上が町に戻った。
2010年11月、SSC大統領、国防相を含む代表団が、ソマリアの首都モガディシュのソマリア暫定連邦政府（TFG）を訪問し、Sheekh Shariif大統領とMaxamed Cabdulaahi Maxamed首相らと会談した。プントランドはこの動きに対してTFGを非難した:87。
2010年11月、ソマリランド大統領になったアフメッド・モハメッド・マハムド・シランヨは、10人の代表者をSSCの本拠地の一つであるウィドウィドに派遣した。代表団はGaraad Abshir Saalaxと会い、ソマリランドは捕虜の解放、民間人の死者への補償を約束し、Garaad Abshir Saalaxはソマリランド地方政府の設置、民兵の活動阻止、デュルバハンテ氏族によるソマリランド警察・軍の設置を約束した:90。ただしその後Garaad Abshir Saalaxはスウェーデンに移住し、自分の部下がプントランドを支持していることを理由に、ソマリランドとの合意を事実上反故にした:91。
2010年11月、ソマリランド代表団とGaraad Abshir Saalaxの会談の直後、カルシャレでイサック氏族の支族であるハバル・ジェロとデュルバハンテ氏族の間で争いが発生した。その遠因は、今までハバル・ジェロとデュルバハンテで共同で使っていた土地に、ハバル・ジェロが恒久的な貯水設備を建設したことに対して、デュルバハンテがハバル・ジェロの領土拡張とみなしたことだった。カルシャレの争いは、当初は長老たちの話し合いでの解決が図られたが、たまたまハバル・ジェロ氏族の男がデュルバハンテの男を射殺する事件があった。さらにその後、デュルバハンテの一団がハバル・ジェロを襲う事件があり、ハバル・ジェロ氏族が7名、デュルバハンテ氏族が3人死亡した:93。ソマリランド政府はこの争いを収めるため、両氏族の間に軍を送り、宗教指導者を送ってイスラーム法に基づく仲裁案を提示した。しかしデュルバハンテ氏族はこの仲裁案を拒絶した:94。
2011年1月、ソマリランドのシランヨ大統領はカルシャーレをソマリランド軍が管理すると宣言したが、地元のデュルバハンテ一族はSSC民兵と共同で対抗し、1月31日にハゴガネで衝突した。この戦闘で、ハゴガネの住民3000人以上が避難した。2月7日にはカルシャレで衝突し、数十人が死亡した。戦闘は2月中旬まで続いた:95。ソマリランド政府はハバル・ジェロに命じて争いの元となった貯水設備を破壊させ、新たな仲裁案を提示したが、地元のデュルバハンテ一族はこれも拒否し、ソマリランドと地元のデュルバハンテの対立が続くこととなった:96。
2011年4月、ラスアノド周辺に住む15歳の少女が、ソマリランド軍に詰問された上、銃で撃たれ（当たってはいない）、殴打されたと訴えている。

### SSCの崩壊とチャツモ国の成立
2011年6月初め、ソマリランド・プレスは「ソマリア暫定連邦政府がSSC民兵を武装させてソマリランドとプントランドの紛争を引き起こしている」と報道している。
2011年6月20日、ソマリランド警察はラス・アノド警察署襲撃の容疑で10人を逮捕した。逮捕された人物はSSC民兵と関係があるとされている。
2011年6月26日、ウィドウィドでAbdirisak Hassan IsmailがSSC代表として、停戦合意に署名した。しかし翌27日にも地元民兵によりソマリランド軍基地が攻撃され、SSCのリーダーはSSC地域からソマリランド軍が撤退するまで戦闘を続けることを表明。これは、HBM-SSCの分裂と見られる。
2011年7月の国際連合安全保障理事会の報告書では「SSC軍はデュルバハンテディアスポラが資金提供している、日和見主義（opportunistic）で傭兵的な民兵組織で、平和と安定を脅かす脅威」と説明されている。
2011年9月、HBM-SSCがファラー・ガラド主体の組織となってしまい、また、当初の目的を達成できないと考えられたことにより、デュルバハンテの知識人からなる代表団がスール地域、サナーグ地域、アイン地域のデュルバハンテ氏族居住地域を回り:99、2012年1月にタレーでチャツモ国というHBM-SSCとは別の組織を作ることが決議され:102、SSC運動は事実上活動停止した。活動停止時期は明確ではないが、2011年としている文献が存在する。ただし、その後も組織的ではないものの、「SSC派の民兵」の活動は続いた。
2012年1月のUNPOの報告には「SSC民兵はイスラーム過激組織アル・シャバブとの関係がある残忍な過激派」と記載されている。
2012年2月7日、ソマリランド軍がブーホードレへの攻撃を開始した。1月までの戦闘で80人以上が死亡しており、この2月の攻撃で少なくとも3人が死亡した。
2012年6月、HBM-SSCの大統領であるサレバン・ハグロトシエは、ドバイでソマリランド大統領のシランヨと会談し、民兵を武装解除させて武器をソマリランド政府に引き渡し、ソマリランドが公共サービスを提供することで合意した。